# Automatsko pisanje
Automatsko pisanje ili psihografija, čin pisanja bez izravnog udjela svijesti ili volje čovjeka, za koje se vjeruje da potječu s podsvjesne razine ili od nekog duhovnog ili nadnaravnog izvora.
U razdoblju nadrealizma bilo je istaknuto automatsko pisanje, odnosno bilježenje svega podsvjesnog, uz što manje razmišljanja i kontrole. Takvo kaotično i nehotimično pisanje pojavljuje se i kod histerika i somnabula, a također se vezuje i uz spiritizam. Automatsko pisanje karakteristično je za medije i kod njih se ta pojava najčešće tumači kao primanje poruka od pokojnika ili kao očitovanje nadsvijesti te kao oblik telepatije. Psiholozi smatraju kako se kod takvog djelovanja radi o psihološkom ili nesvjesnom automatizmu.

## Vanjske poveznice
- Nadrealizam - lektire.hr